# SsangYong Korando
Le SsangYong Korando est un 4x4 produit par le constructeur automobile sud-coréen SsangYong depuis 1983 en quatre générations.

## Première génération (1983 - 1996)

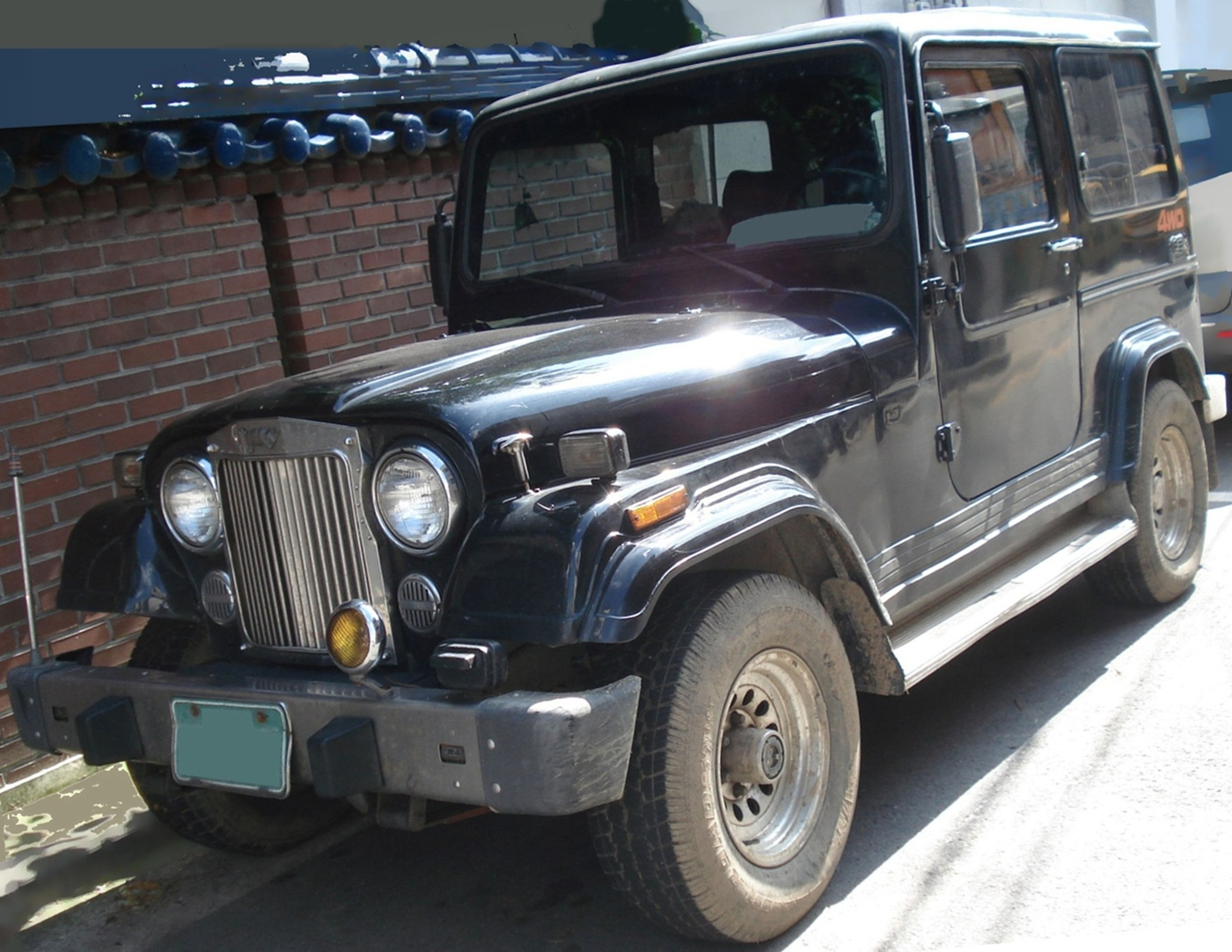
SsangYong Korando I

Le SsangYong Korando apparaît en 1983 et était une Jeep CJ-7 rebadgée.

## Seconde génération (1996 - 2006)

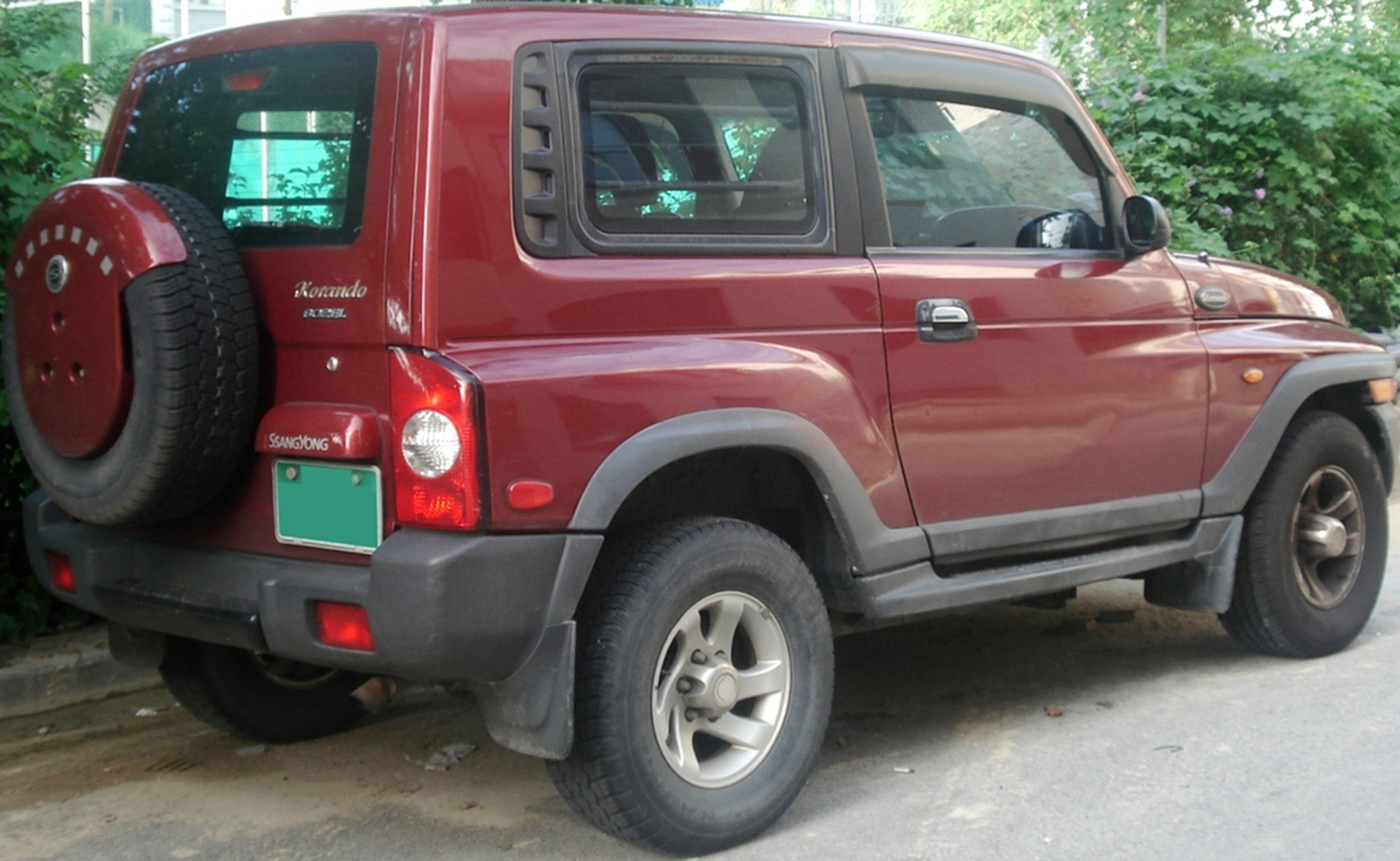
SsangYong Korando II Phase II

Renouvelé en 1996, le Korando, comme son prédécesseur, présente des traits d'apparence similaires à une Jeep.
Quand Daewoo Motors rachète SsangYong en 2000, tous ses modèles sont rebadgés Daewoo. Ainsi le SsangYong Korando devient Daewoo Korando et reçoit un restylage : ses feux arrière sont redessinés.
Malheureusement, GM Daewoo est en difficulté financière de la même manière que Daewoo, disparu en 1999. Concernant la prochaine disparition de Daewoo au profit de Chevrolet, les 4x4 de Daewoo redeviennent des produits SsangYong tout comme le Korando. À partir de 2005, Daewoo et ses modèles sont vendus sous la marque Chevrolet afin de permettre à la marque américaine de se développer en Europe.
Le SsangYong Korando continue sa carrière jusqu'à ses 10 ans, en 2006, sans être remplacé.

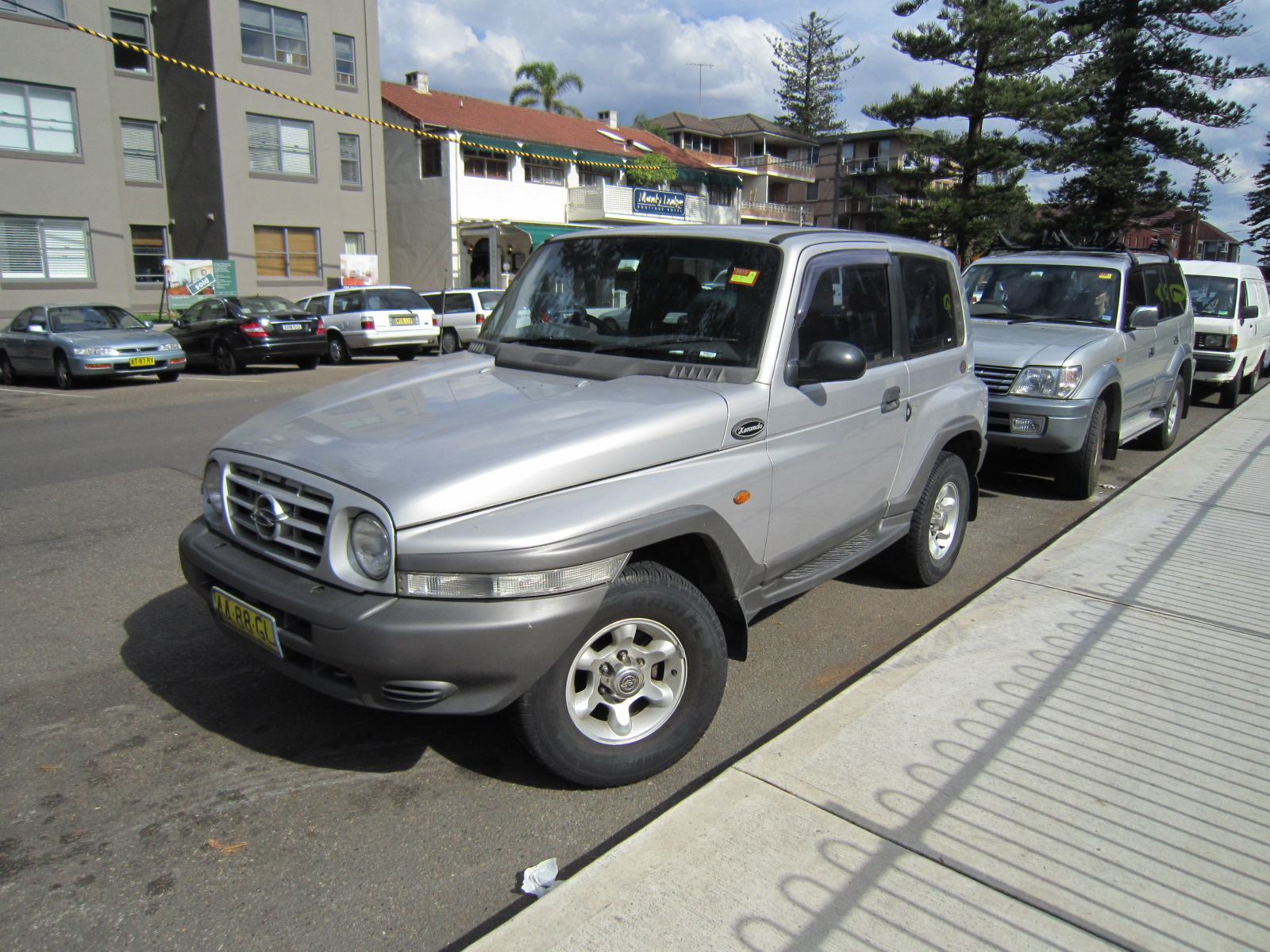
SsangYong Korando II Phase I
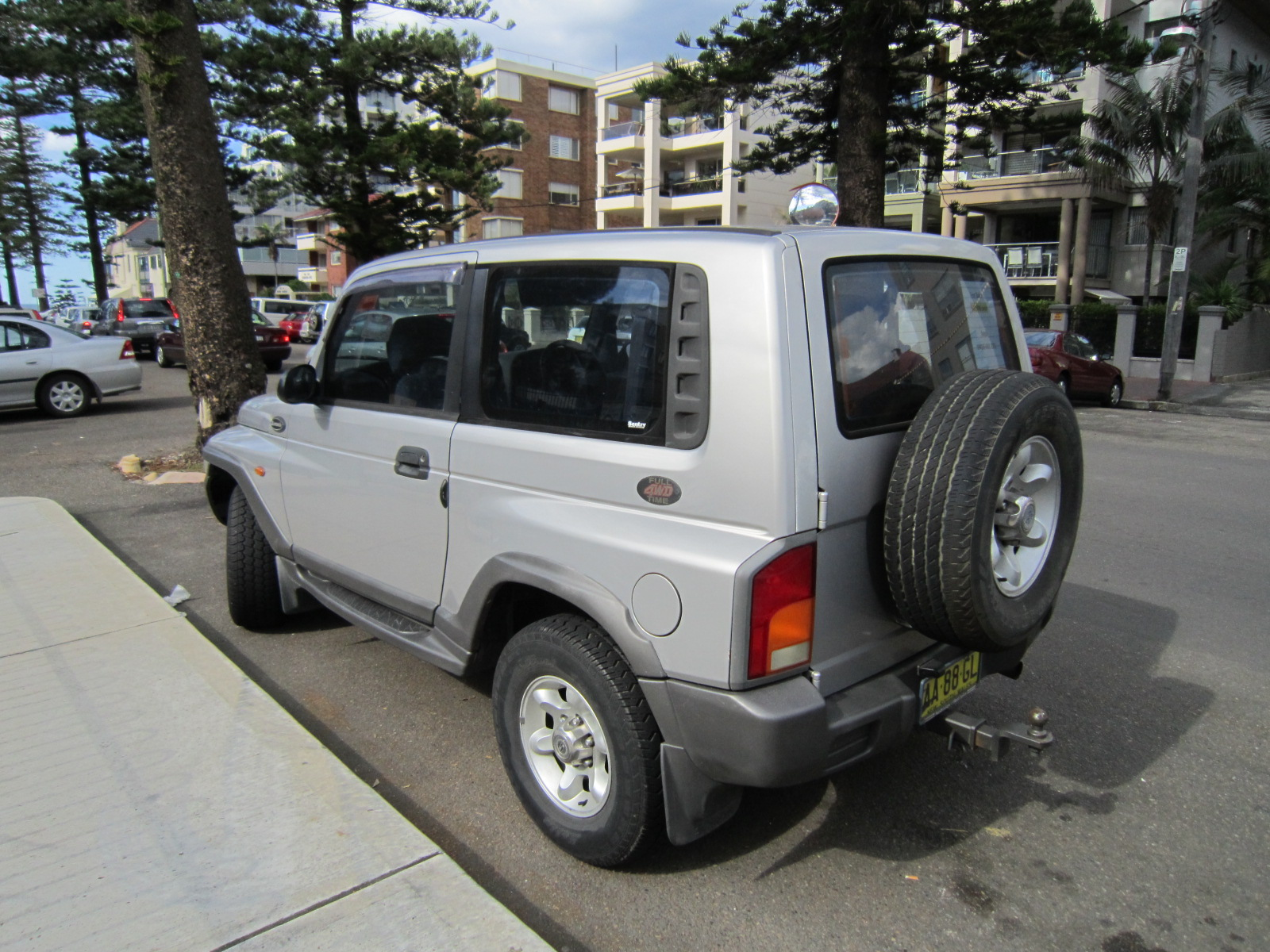
SsangYong Korando II Phase I
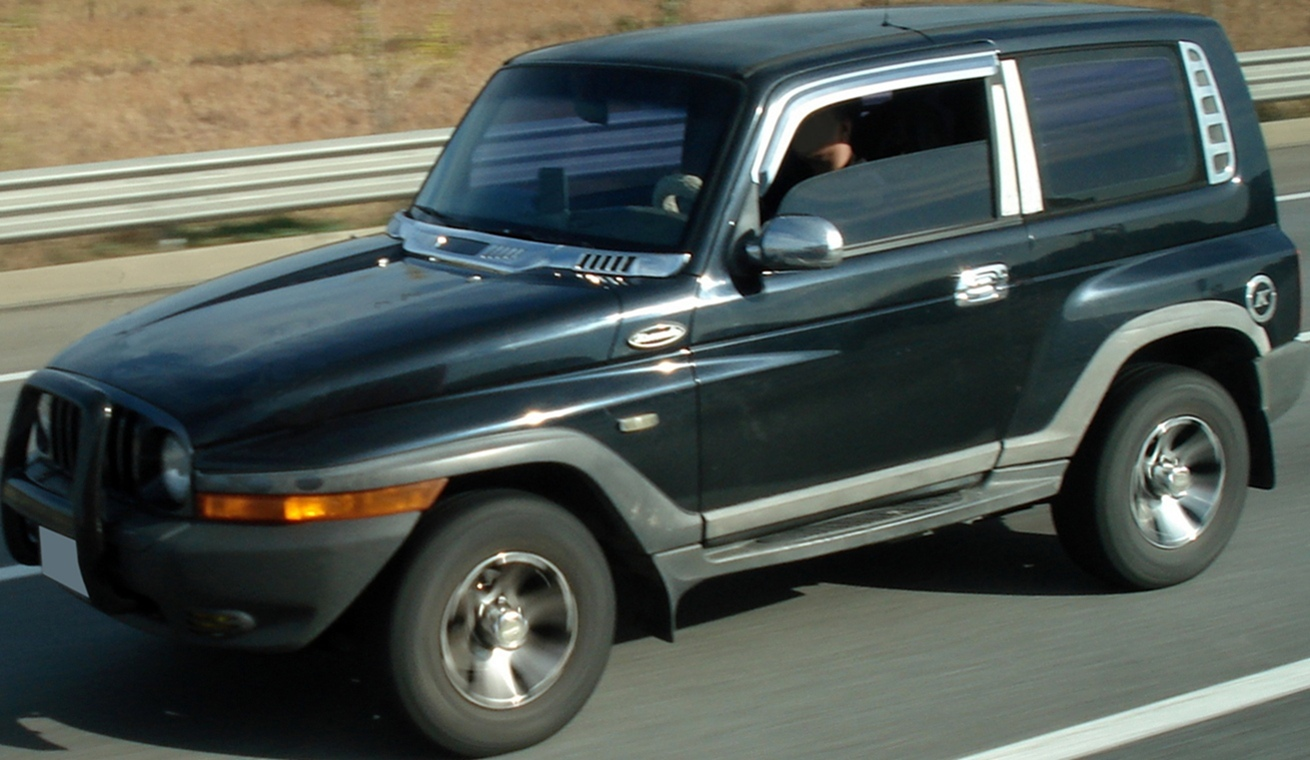
SsangYong Korando II Phase II
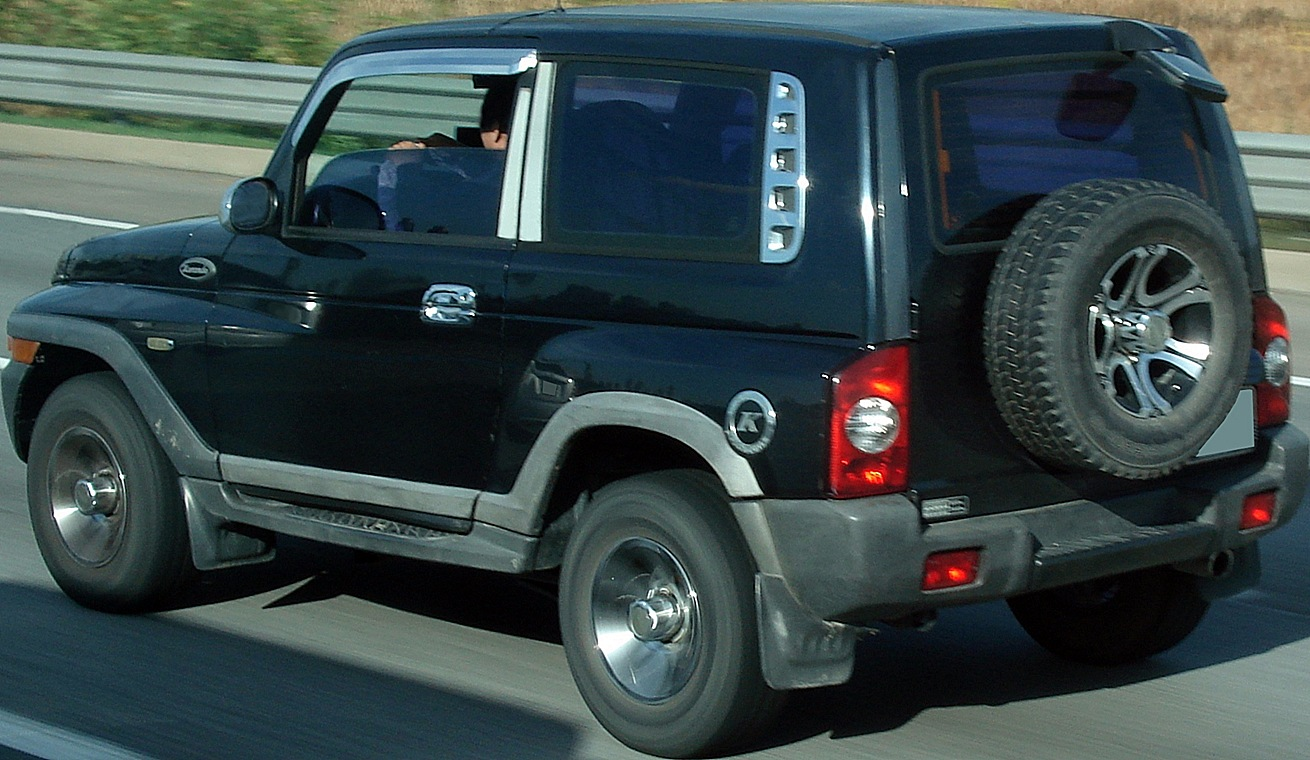
SsangYong Korando II Phase II

## Troisième génération (2010 - 2019)
Le Korando revient en 2010 sous une troisième génération, quatre ans après sa disparition et il est fabriqué par SsangYong avec Mahindra qui a racheté la marque en 2010. Cette fois, il s'agit d'un SUV compact à cinq portes. Il est restylé en 2014.

### Phase 2
En 2017, il est de nouveau restylé : sa calandre est chromée, les optiques et le bouclier sont redessinés. À l'intérieur, il reçoit de nouveaux aménagements technologiques.

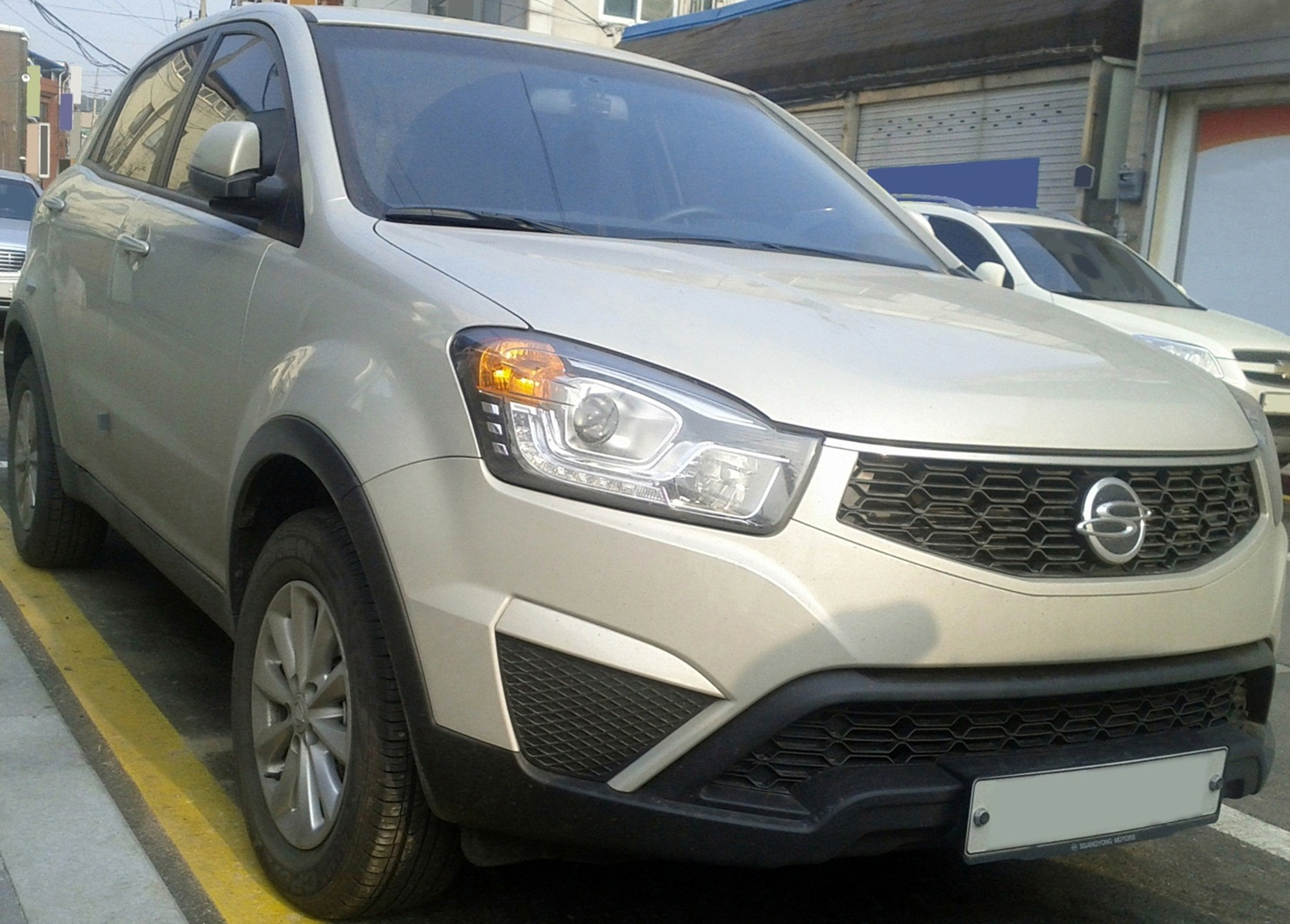
SsangYong Korando III Phase 2
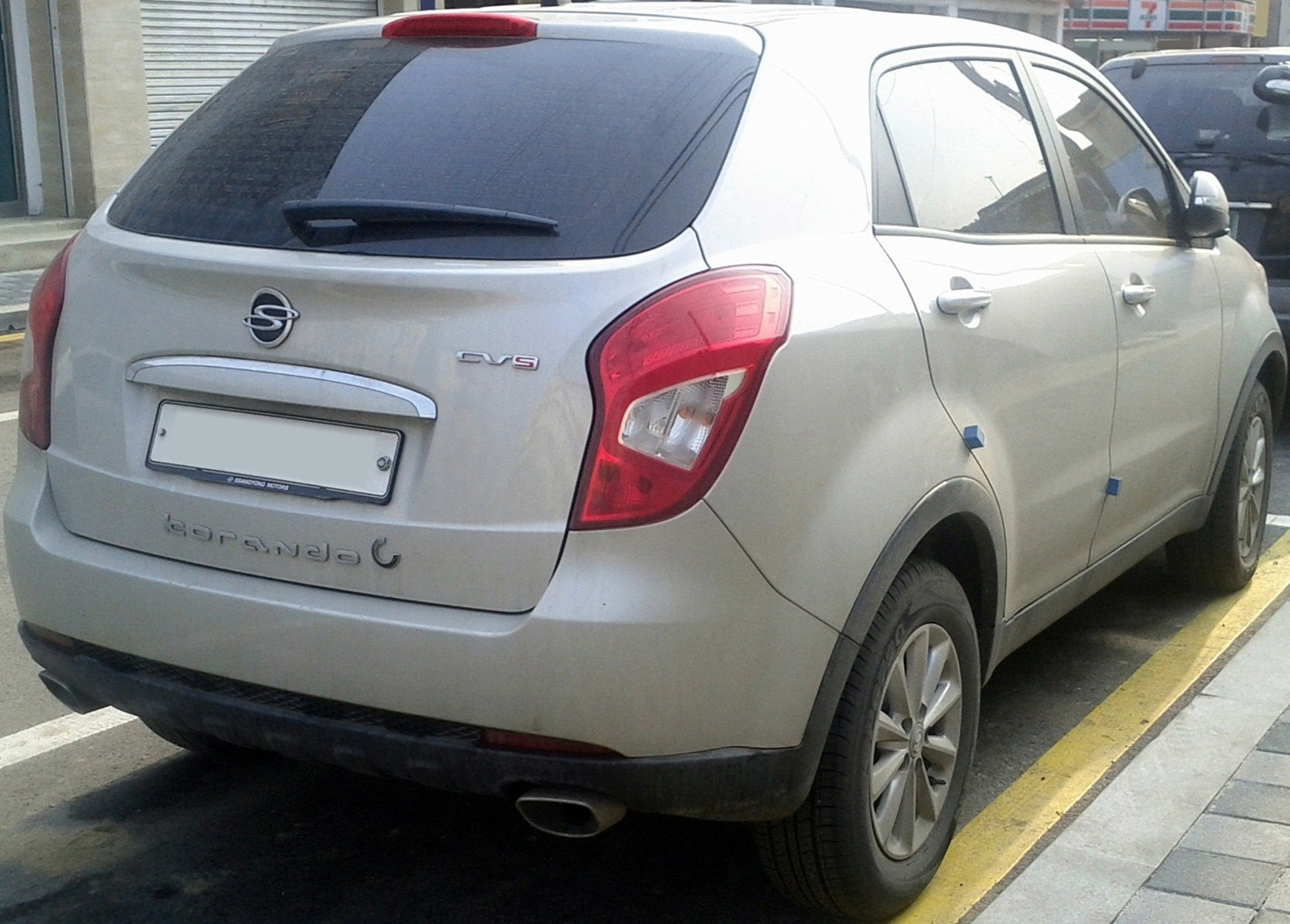
SsangYong Korando III Phase 2

## Quatrième génération (2019 - )

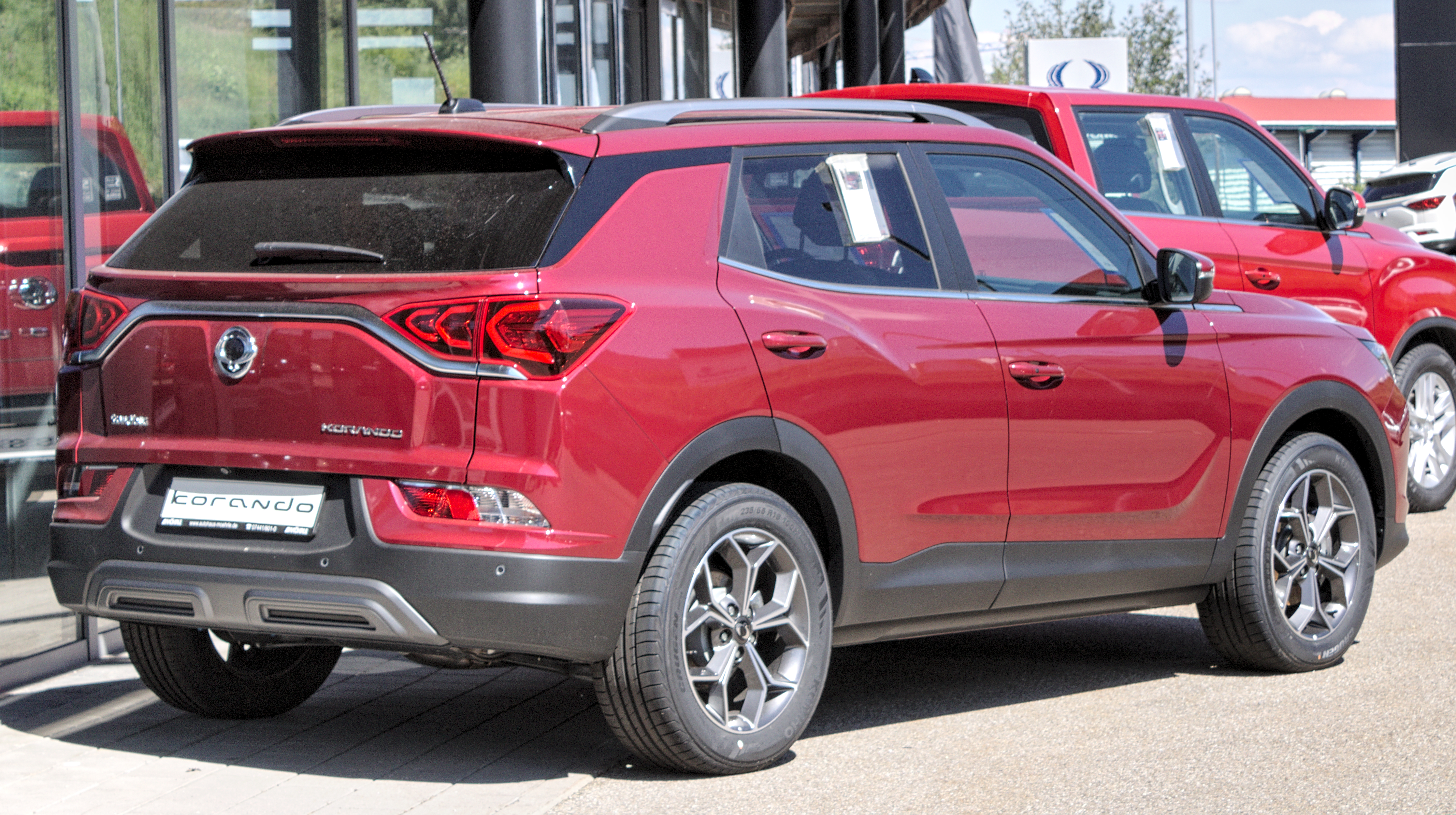
SsangYong Korando IV

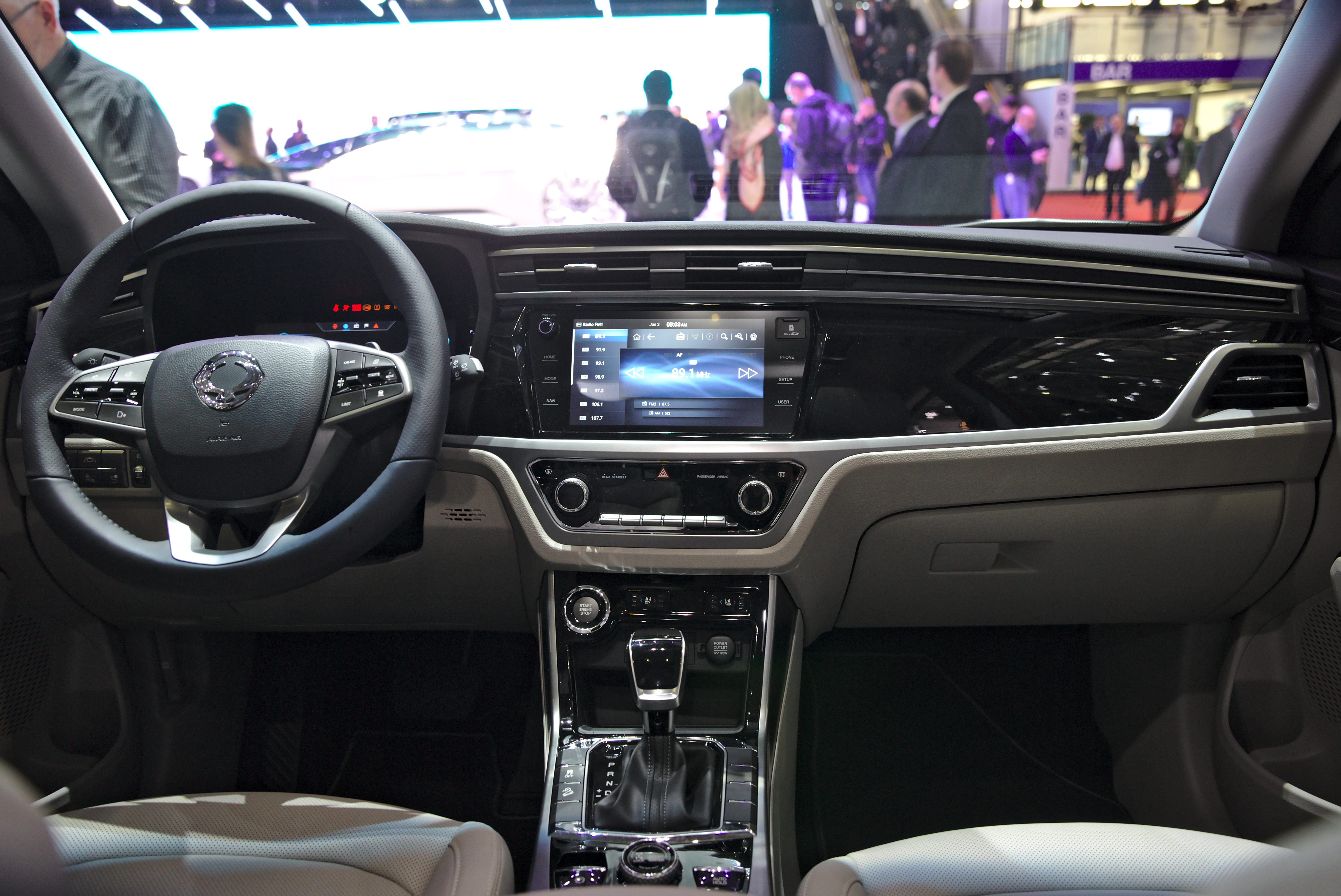
Intérieur

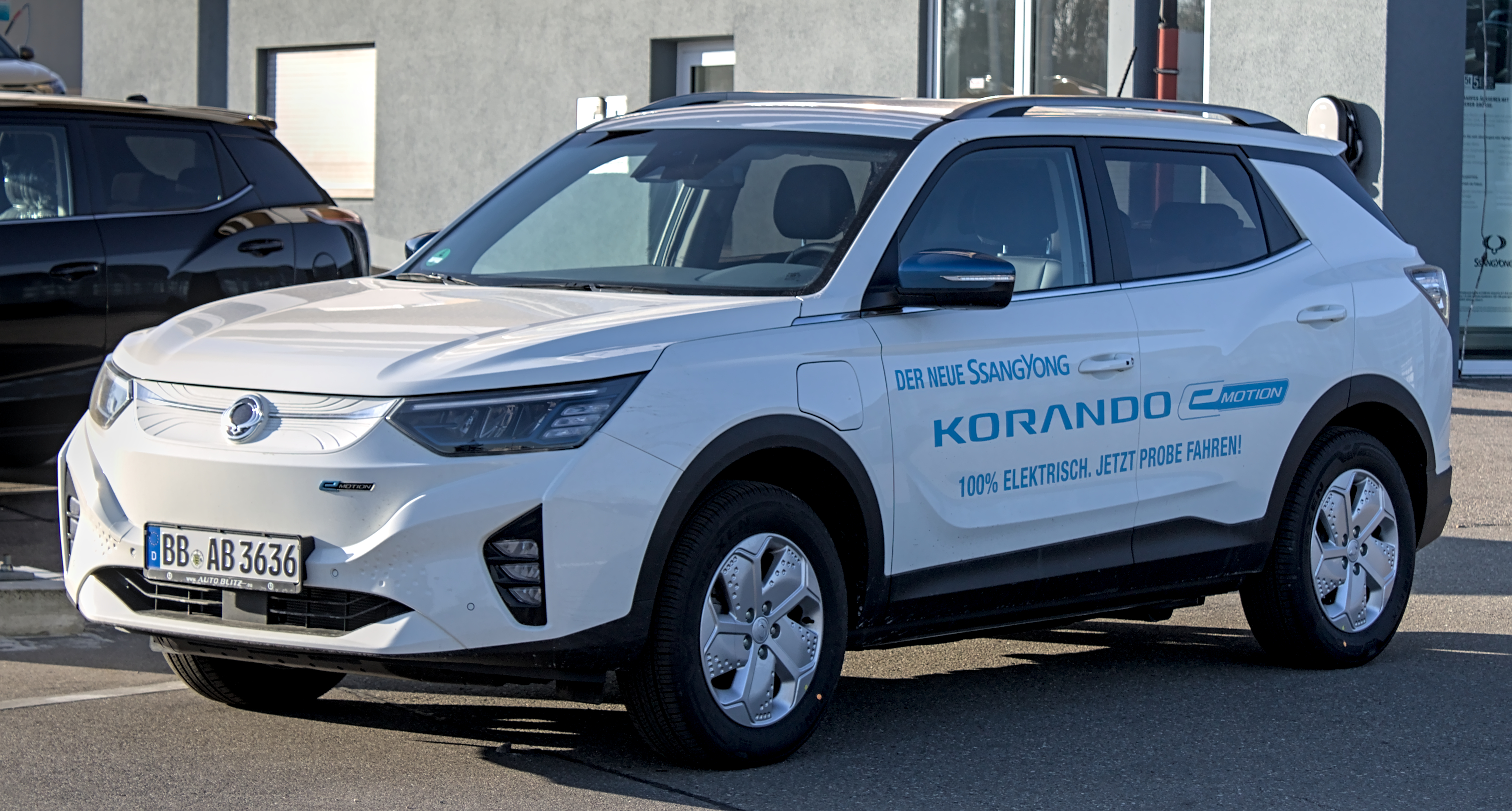
SsangYong Korando e-Motion

La quatrième génération de Korando est présentée au Salon international de l'automobile de Genève 2019.
A l'été 2021, la marque présente une version électrique de son SUV : le Korando e-Motion.

## Liens